# Триоксид селена
Триоксид селена (оксид селена(VI), в просторечии — селеновый ангидрид) — неорганическое соединение селена и кислорода с формулой SeO3, бесцветные кристаллы, растворимые в концентрированной серной кислоте, диоксиде серы, уксусном ангидриде, реагирует с водой. Сильный окислитель, очень ядовит, типичный представитель кислотных оксидов.

## Получение
- Обезвоживание селеновой кислоты, например, пентаоксидом дифосфора:

{\displaystyle {\mathsf {H_{2}SeO_{4}\ {\xrightarrow[{P_{2}O_{5}}]{\tau }}\ SeO_{3}+H_{2}O}}}
- Действие триоксида серы на селенат натрия:

{\displaystyle {\mathsf {Na_{2}SeO_{4}+SO_{3}\ {\xrightarrow {110^{o}C}}\ SeO_{3}+Na_{2}SO_{4}}}}
Окисление диоксида селена кислородом в присутствии ультрафиолета:
{\displaystyle {\mathsf {2SeO_{2}+O_{2}\xrightarrow {UV} \ 2SeO_{3}}}}

## Физические свойства
Триоксид селена образует бесцветные кристаллы тетрагональная сингонии, пространственная группа P 421c, параметры ячейки a = 0,9636 нм, c = 0,528 нм, Z = 8.
Растворяется в концентрированной серной кислоте, диоксиде серы, уксусном ангидриде,
не растворяется в диэтиловом эфире, четырёххлористом углероде. 
Чрезвычайно ядовит.

## Химические свойства
- При нагревании в вакууме разлагается:

{\displaystyle {\mathsf {4SeO_{3}\ {\xrightarrow {175^{o}C}}\ 2Se_{2}O_{5}+O_{2}\uparrow }}}
- При нагревании разлагается:

{\displaystyle {\mathsf {2SeO_{3}\ {\xrightarrow {>185^{o}C}}\ 2SeO_{2}+O_{2}\uparrow }}}
- Реагирует с водой:

{\displaystyle {\mathsf {SeO_{3}+H_{2}O\ {\xrightarrow {}}\ H_{2}SeO_{4}}}}
- Реагирует с щелочами:

{\displaystyle {\mathsf {SeO_{3}+2NaOH\ {\xrightarrow {}}\ Na_{2}SeO_{4}+H_{2}O}}}
- Является сильным окислителем:

{\displaystyle {\mathsf {SeO_{3}+2HCl\ {\xrightarrow {0^{o}C}}\ H_{2}SeO_{3}+Cl_{2}\uparrow }}}

## Токсичность
Оксид селена(VI) чрезвычайно ядовит, как и все соединения селена. Вызывает отравление при вдыхании паров и пыли, проникании через кожу. Смертельная доза ЛД50 для крыс орально составляет 2—7 мг/кг.
ПДК в воздухе 0,1 мг/м³. Класс опасности — 2.